# 코랄
코랄(choral)은 개신교회, 특히 루터파 교회의 찬송가를 가리킨다. 루터는 신자들이 하나님을 찬송하는 노래를 교회에서 부를 것을 주장하고, 신자들이 부르기 쉽도록 독일어의 텍스트와 쉬운 멜로디를 가진 종교적 노래를 만드는 데 진력하였다. 이렇게 해서 된 코랄은 연주형태로 보면 단선율로 노래되는 것, 다성부로 노래되는 것, 코랄 멜로디는 최상성부에 고정되고 다른 성부는 그것을 간단하게 반주하는 것의 3종류로 나눌 수가 있다. 루터의 의도는 신자들이 전원 코랄의 가창에 참가하는 데에 있었으므로, 너무 복잡한 다성적 코랄은 큰 발전을 보지 못하였다. 멜로디 및 텍스트 면에서 볼 때 코랄은 다음의 3종류로 나눌 수가 있다. 제1은 멜로디도 텍스트도 새로 만든 것, 제2는 당시 인기가 있던 종교적·세속적 민요의 멜로디나 텍스트를 개편하여 교회에서 부르는 코랄로 한 것, 제3은 그레고리오 성가의 멜로디를 편곡하거나 라틴어의 가사를 독일어로 번역한 것. 그레고리오 성가가 가톨릭 교회음악의 발전에 결정적 역할을 다했듯이 코랄은 독일 프로테스탄트 교회음악의 발전에 없어서는 안 될 근원적 사명을 하였다.

## 코랄에 따른 악곡의 형식
17-18세기를 중심으로 하여 코랄을 정한가락으로 한 다음과 같은 악곡의 형식이 생겼다.

### 코랄 칸타타
코랄 칸타타(Chorale cantata)는 독일 교회 칸타타의 일종이며, 전 악장이 코랄의 가사와 선율로 짜여있다.
바흐의 칸타타 제80번 <우리의 신은 강한 성>과 멘델스존 오라토리오<바울>의 <높으신 곳에 하나님 홀로 영광이> 등은 가장 유명한 예들이다.

### 코랄 전주곡
교회 내에서 교인들이 코랄을 부르기 전에 연주하는 코랄 가락으로 된 오르간곡을 말한다.

### 코랄 파르티타
코랄 파르티타(Chorale partita)는 코랄의 선율을 테마로 삼고 여려 가지 리듬으로 변주한 변주곡을 말한다.
변주의 수는 보통 코랄의 마디의 수에 일치하며, 가사의 뜻에 따라 변주의 성격이 변하기도 한다.
요한세바스티안 바흐의 것이 가장 유명하지만 북스테후데, 파헬벨 등에게도 많은 작품이 있다.

### 코랄 판타지아
코랄 판타지아(Chorale fantasia)란 코랄의 선율이 판타지아 또는 즉흥적이고 자유로운 기법으로 만들어진 것을 말한다.

### 코랄 모테트
코랄 모테트(Chorale mottetto)는 코랄 가락이 모방대위법적으로 편곡된 악곡이다. 여기에는 오르간용과 성악용이 있다. 코랄 푸가도 이와 같은 곡이다.

## 참고 문헌
- 이 문서에는 다음커뮤니케이션(현 카카오)에서 GFDL 또는 CC-SA 라이선스로 배포한 글로벌 세계대백과사전의 내용을 기초로 작성된 글이 포함되어 있습니다.